# Chorão (ornamento)

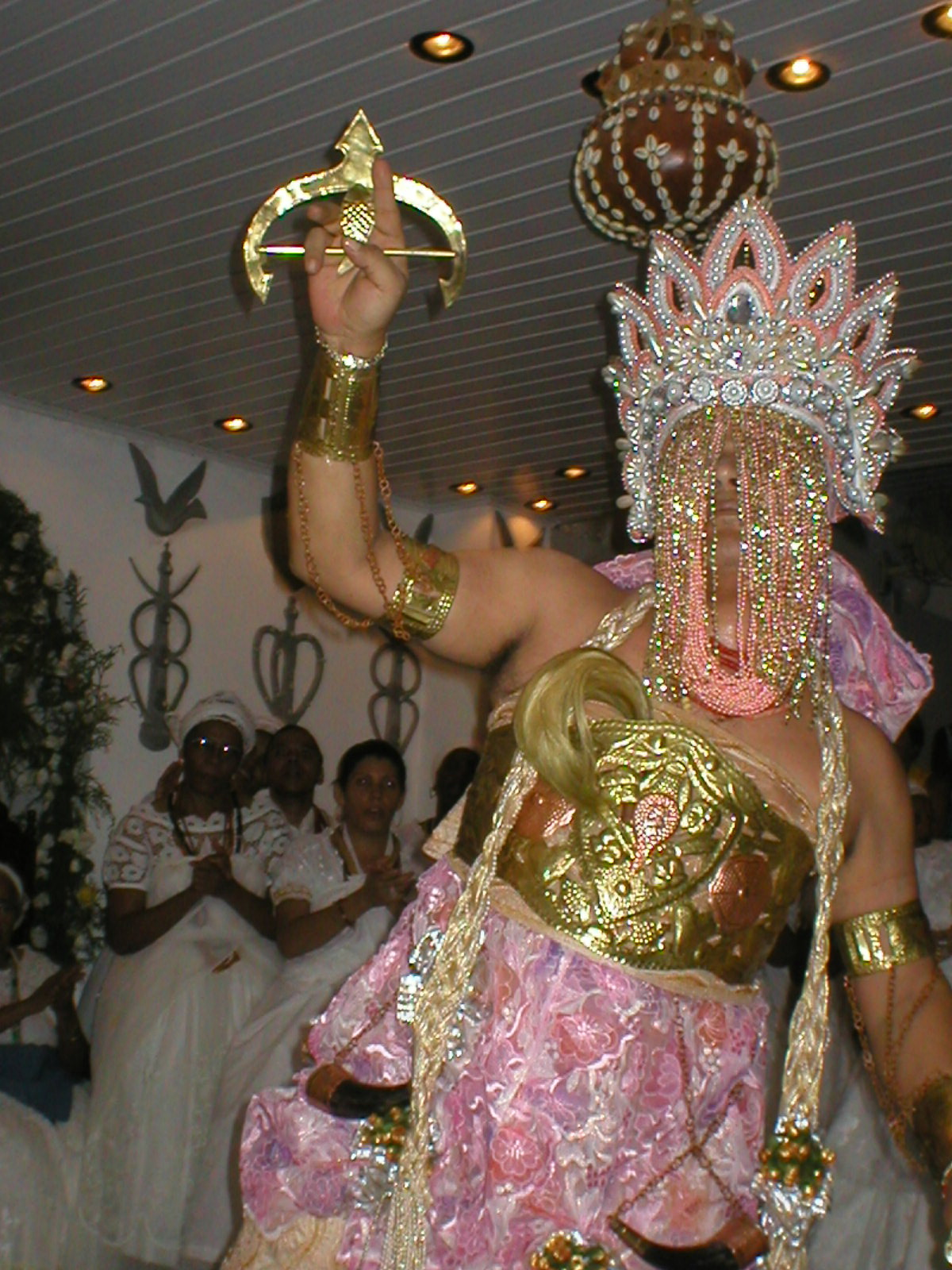
Orixá Obá Ilê Axé Oróssi

O chorão é um ornamento feito de miçangas ou contas que fica preso ao adê  (coroa) de alguns Orixás: Iemanjá, Ieuá, Oxum, Oiá, Obá, Nanã e Oxalufã, para que estes não tenham os seus rostos vistos em público.